# Hoch (Libano)
Hoch è un centro abitato e comune (municipalité) del Libano situato nel distretto di Rashaya, governatorato della Beqā.